# Palette (wijn)

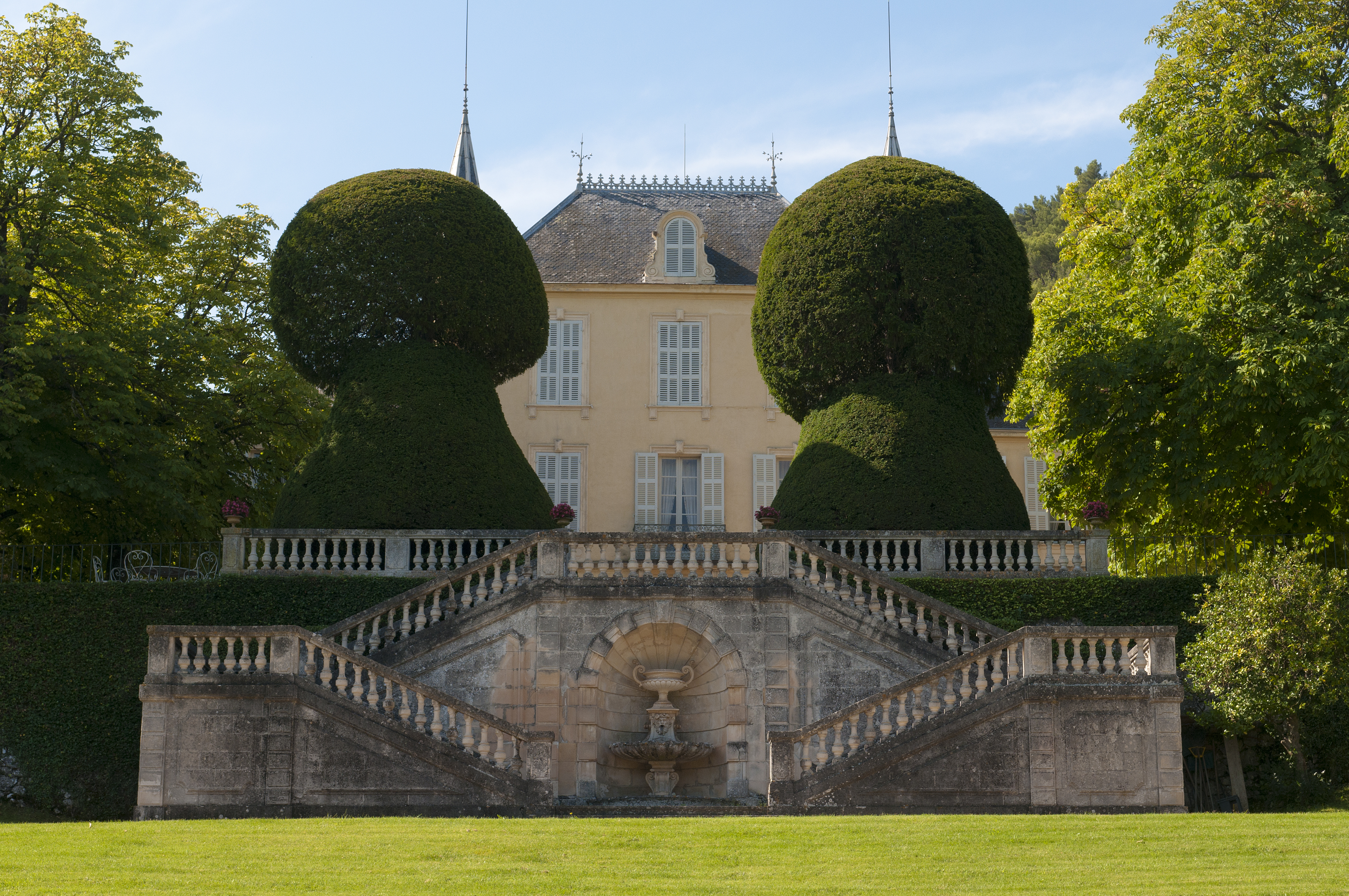
Het wijngoed Château Simone.

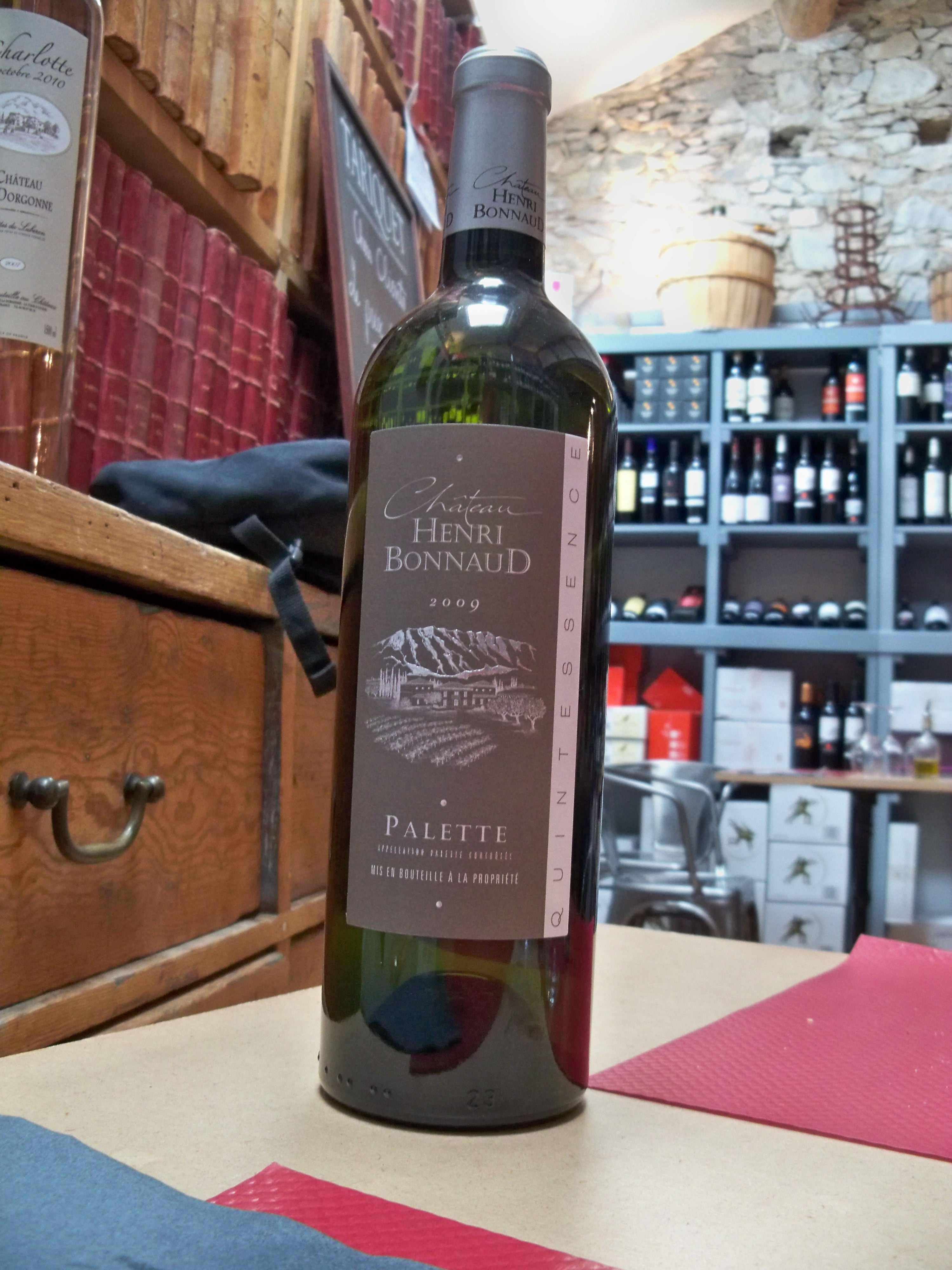
Een fles rode wijn van
Château Henri Bonnaud.

Palette is een wijn uit de wijnstreek Provence en sinds 1948 een kleine Appellation d'Origine Contrôlée (AOC) in de Provence. Het ligt ten oosten van Aix-en-Provence en omsloten door de Coteaux d'Aix-en-Provence (dorpen Meyreuil, Le Tholonet en Aix-en-Provence).  Er worden aromatische rode wijnen, roséwijnen en droge witte wijnen geproduceerd.
Op 32 ha wordt er jaarlijks ongeveer 600 hl wijn geproduceerd. Er mogen ongeveer 25 verschillende druiven gebruikt worden.
In de rode wijn moet minimaal 10 % mourvèdre aanwezig zijn, grenache noir en cinsault voor minstens 50% van het totaal, en een tiental andere druivenrassen (maximum 50%) waaronder cabernet sauvignon, carignan, syrah en tibouren.
De witte wijnen en roséwijnen moeten minstens 80 % clairette en een tiental andere variëteiten, zoals de colombard, muscat à petits grains, pascal, piquepoul en ugni blanc voor de witte wijn en terret-bourret (maximum 20%) voor de rosé.
Er zijn slechts vier wijngoederen,
In Meyreuil,
- Château Simone
- Château de Meyreuil

In Le Tholonet,
- Château Crémade
- Château Henri Bonnaud